# Grand Prix Włoch 1978
Grand Prix Włoch 1978 (oryg. Gran Premio d'Italia) – 14. runda Mistrzostw Świata Formuły 1 w sezonie 1978, która odbyła się 10 września 1978, po raz 29. na torze Monza.
49. Grand Prix Włoch, 29. zaliczane do Mistrzostw Świata Formuły 1.

## Klasyfikacja

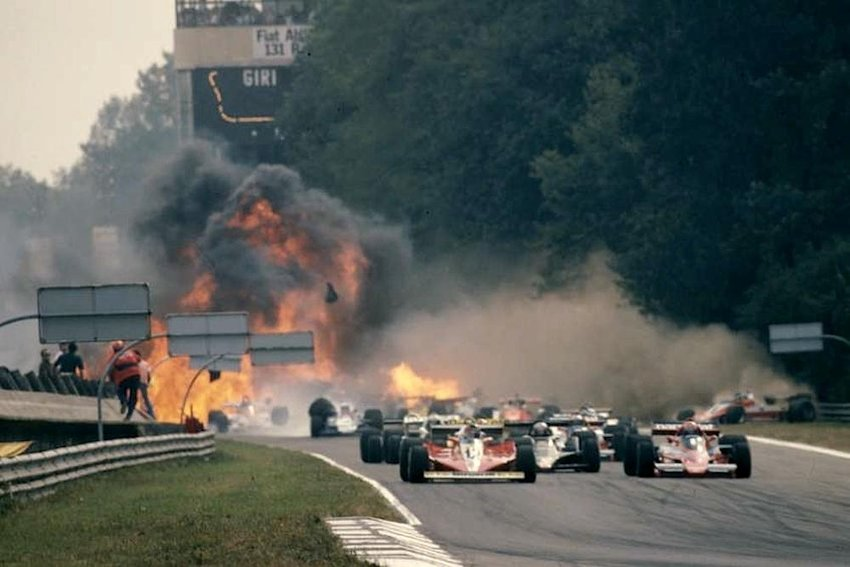
Wypadek podczas wyścigu

| Poz. | Nr. | Kierowca              | Konstruktor        | Okrążeń | Czas/powód NU      | Poz. start. | Punktów |
| ---- | --- | --------------------- | ------------------ | ------- | ------------------ | ----------- | ------- |
| 1    | 1   | Niki Lauda            | Brabham-Alfa Romeo | 40      | 1:07:04.54         | 4           | 9       |
| 2    | 2   | John Watson           | Brabham-Alfa Romeo | 40      | +1.48 sek.         | 7           | 6       |
| 3    | 11  | Carlos Reutemann      | Ferrari            | 40      | +20.47 sek.        | 11          | 4       |
| 4    | 26  | Jacques Laffite       | Ligier-Matra       | 40      | +37.53 sek.        | 8           | 3       |
| 5    | 8   | Patrick Tambay        | McLaren-Ford       | 40      | +40.39 sek.        | 19          | 2       |
| 6    | 5   | Mario Andretti        | Lotus-Ford         | 40      | +46.33 sek.        | 1           | 1       |
| 7    | 12  | Gilles Villeneuve     | Ferrari            | 40      | +48.48 sek.        | 2           |         |
| 8    | 14  | Emerson Fittipaldi    | Fittipaldi-Ford    | 40      | +55.24 sek.        | 13          |         |
| 9    | 29  | Nelson Piquet         | McLaren-Ford       | 40      | +1:06.83           | 24          |         |
| 10   | 22  | Derek Daly            | Ensign-Ford        | 40      | +1:09.11           | 18          |         |
| 11   | 4   | Patrick Depailler     | Tyrrell-Ford       | 40      | +1:16.57           | 16          |         |
| 12   | 20  | Jody Scheckter        | Wolf-Ford          | 39      | +1 okrążenie       | 9           |         |
| 13   | 27  | Alan Jones            | Williams-Ford      | 39      | +1 okrążenie       | 6           |         |
| 14   | 33  | Bruno Giacomelli      | McLaren-Ford       | 39      | +1 okrążenie       | 20          |         |
| NS   | 17  | Clay Regazzoni        | Shadow-Ford        | 33      | +7 okrążeń         | 15          |         |
| NU   | 35  | Riccardo Patrese      | Arrows-Ford        | 28      | Silnik             | 12          |         |
| NU   | 7   | James Hunt            | McLaren-Ford       | 19      | Dystrybutor        | 10          |         |
| NU   | 37  | Arturo Merzario       | Merzario-Ford      | 14      | Silnik             | 22          |         |
| NU   | 15  | Jean-Pierre Jabouille | Renault            | 6       | Silnik             | 3           |         |
| NU   | 6   | Ronnie Peterson       | Lotus-Ford         | 0       | Śmiertelny wypadek | 5           |         |
| NU   | 3   | Didier Pironi         | Tyrrell-Ford       | 0       | Wypadek            | 14          |         |
| NU   | 16  | Hans Joachim Stuck    | Shadow-Ford        | 0       | Wypadek            | 17          |         |
| NU   | 30  | Brett Lunger          | McLaren-Ford       | 0       | Wypadek            | 21          |         |
| NU   | 19  | Vittorio Brambilla    | Surtees-Ford       | 0       | Wypadek            | 23          |         |
| NZ   | 25  | Héctor Rebaque        | Lotus-Ford         |         |                    |             |         |
| NZ   | 10  | Harald Ertl           | ATS-Ford           |         |                    |             |         |
| NZ   | 9   | Michael Bleekemolen   | ATS-Ford           |         |                    |             |         |
| NZ   | 18  | Gimax                 | Surtees-Ford       |         |                    |             |         |
| NZ   | 23  | Harald Ertl           | Ensign-Ford        |         |                    |             |         |
| NZ   | 32  | Keke Rosberg          | Wolf-Ford          |         |                    |             |         |
| NZ   | 36  | Rolf Stommelen        | Arrows-Ford        |         |                    |             |         |
| NZ   | 38  | Alberto Colombo       | Merzario-Ford      |         |                    |             |         |